# 核酸檢測

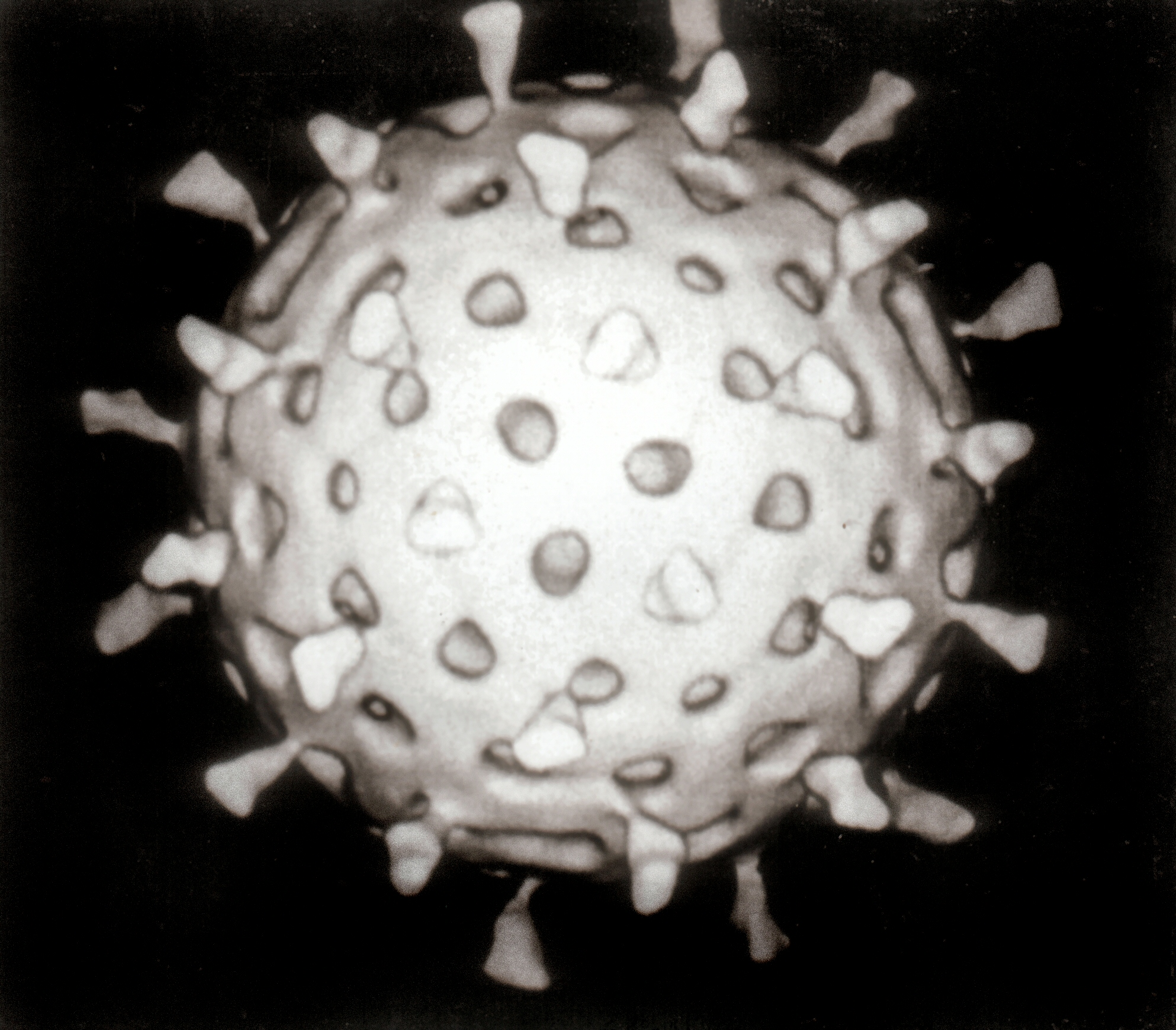
轮状病毒

核酸檢測，简称核检，是一种用于检测遗传物质（RNA或DNA）上的核酸序列的技术，該技術通常用于检测和识别某些生物体，例如病毒或细菌。其原理是每一种生物的遗传物质都有其特异的序列，这个序列使其区别于其他生物体。在2019冠状病毒病疫情中，核酸检测作为是否感染嚴重急性呼吸綜合症冠狀病毒2型的“金标准”发挥了巨大的作用。由于遗传物质的數量通常非常少，不易檢測，所以在核酸檢測時需要通過聚合酶链式反应等方式複製遗传物质，这种核酸檢測又称为核酸扩增检测。